# B 56 (Wohngemeinschaft)
B 56 war eine Wohngemeinschaft im vierten Stockwerk des Hauses Buscheystraße 56 im Hagener Stadtteil Wehringhausen.

## Hintergrund
Die von den WG-Mitgliedern genutzte Wohnung verfügte über sieben Zimmer. Mit zu den ersten Bewohnern gehörte der damalige Sozialpädagogik-Student Jörg A. Hoppe, mit ihm bewohnten unter anderem der Performance-Künstler Wolfgang Luthe und die Musiklehrerin Gabriele Lambrecht die Wohnung. Lambrecht gründete 1979 unter dem Künstlernamen Gabi Lappen die experimentelle Rockband KeinMenscH!. 
Hoppe hatte den Zeichner Kay-Oliver Schlasse kennengelernt, und da ihm das Zeichnen ebenfalls lag, trafen sich beide häufiger in den Räumen der Wohngemeinschaft. Später bot Hoppe an, dass Schlasse in die WG einziehen könne. Durch den Einzug bewohnten sechs Leute die Wohnung, die sich bald den »Ruf einer Art Kommune 1 in der Provinz« erwarb. Zu ihnen gehörten neben Hoppe, Schlasse, Luthe und Lappen noch die spätere Bassistin von KeinMenscH!, Sybille Hahn, sowie eine weitere Frau.
Die Ausgaben für täglichen Bedarf wurden aus einer gemeinsamen Kasse bestritten, in die monatlich jeder Bewohner einzahlte. Gabi Lappen regelte die Bezahlung der Fixkosten für die Wohnung, anschließend konnten die Bewohner aus der Kasse entnehmen, was sie gerade benötigten.
Die WG gab sich das Motto Immer radikal – nie konsequent, das im Flur auf eine Tapete gesprüht wurde.
1981 wurden in der Wohnung einige Kinder aus der Wehringhausener Szene von Lappen zu einem Chor formiert, der Buscheypfeifen genannt wurde und an den Aufnahmen für das Extrabreit-Album Welch ein Land ! – Was für Männer: beteiligt war. In den Danksagungen der Band zu diesem Album wird B 56 erwähnt.